# Goran Bregović
Goran Bregović, bosanski glasbeni ustvarjalec, * 22. marec 1950, Sarajevo, Jugoslavija.
Bregović je eden mednarodno prepoznanih glasbenih ustvarjalcev z območja Balkana. V jugoslovanskem prostoru je postal znan kot skladatelj in kitarist skupine Bijelo dugme, mednarodno se je uveljavil kot skladatelj za Iggy Popa in Cesário Évoro ter za filmsko glasbo filmov Emirja Kusturice. Bregović danes živi v Parizu in Beogradu, kjer se je ustalil med jugoslovanskimi vojnami.